# Nigeria op de Olympische Zomerspelen 1968
Nigeria nam deel aan de Olympische Zomerspelen 1968 in Mexico-Stad, Mexico. In tegenstelling tot de vorige editie werd dit keer geen medaille gewonnen.

## Deelnemers en resultaten

### Atletiek
| Olympiër                                                         | Discipline             | Resultaat | Prestatie                                                 |
| ---------------------------------------------------------------- | ---------------------- | --------- | --------------------------------------------------------- |
| Kola Abdulai                                                     | 100m (m)               | 22e       | serie 7: 4de in 10,45 kwartfinale 2: 7de in 10,38         |
| Robert Ojo                                                       | 100m (m)               | 27e       | serie 6: 4de in 10,47 kwartfinale 3: 8ste in 10,45        |
| David Ejoke                                                      | 200m (m)               | 20e       | serie 2: 5de in 21,09 kwartfinale 3: 5de in 20,99         |
| Anthony Egwunyenga                                               | 400m (m)               | 43e       | serie 3: 6de in 47,37                                     |
| Mamman Makama                                                    | 400m (m)               | 25e       | serie 6: 3de in 46,49 kwartfinale 4: 7de in 46,41         |
| Musa Dogon Yaro                                                  | 400m (m)               | 18e       | serie 7: 3de in 46,24 kwartfinale 1: 5de in 46,19         |
| Timon Oyebami Robert Ojo Benedict Majekodunmi Kola Abdulai       | 4x100m (m)             | DSQ       | serie 1: 5de in 39,4 halve finale 2: gediskwalificeerd    |
| Mamman Makama David Ejoke Musa Dogon Yaro Anthony Egwunyenga     | 4x400m (m)             | 10e       | serie 2: 3de in 3.05,78                                   |
| Martin Ande                                                      | marathon (m)           | 54e       | 3:03.47                                                   |
| Samuel Igun                                                      | hink-stap-springen (m) | 28e       | kwalificatie groep A: 12de met 15,46m                     |
| Samuel Igun                                                      | hoogspringen (m)       | DNS       | kwalificatie groep B: niet gestart                        |
|                                                                  |                        |           |                                                           |
| Oyeronke Akindele                                                | 100m (v)               | 27e       | serie 3: 5de in 11,6 kwartfinale 3: 7de in 11,7           |
| Olajumoke Bodunrin                                               | 100m (v)               | 29e       | serie 6: 4de in 11,6                                      |
| Oyeronke Akindele                                                | 200m (v)               | 22e       | serie 4: 4de in 23,9                                      |
| Olajumoke Bodunrin                                               | 400m (v)               | 28e       | serie 4: 8ste in 57,0                                     |
| Olajumoke Bodunrin Janet Omorogbe Mairo Jinadu Oyeronke Akindele | 4x100m (v)             | 11e       | serie 1: 6de in 45,2                                      |
| Violet Odogwu                                                    | verspringen (v)        | 9e        | kwalificatie groep A: 2de met 6,45m finale: 9de met 6,23m |

### Boksen
| Olympiër         | Discipline | Resultaat | Prestatie |
| ---------------- | ---------- | --------- | --- |
| Gabriel Ogun     | -48kg (m)  | 5e        | 1ste ronde: vrij 2de ronde: W van BUL Alexandrov: 4-1 kwartfinale: V van USA Marbley: 0-5                          |
| John Dadigi      | -54kg (m)  | 33e       | 1ste ronde: V van FRG Rascher: scheidsrechterlijke beslissing                                                      |
| Dele Jonathan    | -60kg (m)  | 17e       | 1ste ronde: W van ESP Chinea: 5-0 2de ronde: V van ITA Petriglia: 0-5                                              |
| Fidelis Onye Som | -67kg (m)  | 17e       | 1ste ronde: vrij 2de ronde: V van CAN Paduano: 1-4                                                                 |
| Fatai Ayinla     | -81kg (m)  | 5e        | 1ste ronde: vrij 2de ronde: W van MEX Villarreal: scheidsrechterlijke beslissing kwartfinale: V van ROU Monea: 2-3 |

### Voetbal
| Olympiër | Discipline | Resultaat | Prestatie                                                           |
| --- | ---------- | --------- | ------------------------------------------------------------------- |
| Abdul Ganiyu Salami Anthony Igwe Augustine Ofuokwu Clement Obojememe Fred Aryee Joseph Aghoghovbia Kenneth Olayombo Olumuiywa Oshode Olusegun Olumodeji Paul Hamilton Peter Anieke Peter Fregene Samuel Opone Sebastian Brodrick Samuel Okoye Garba Mohammed Lawal | mannen     | 13e       | groep B: 4de V van Japan: 1-3 V van Spanje: 0-3 G van Brazilië: 3-3 |

| Groep B |          |             |             |             |             |            |            |            |        |
| #       | Land     | Wedstrijden | Wedstrijden | Wedstrijden | Wedstrijden | Doelpunten | Doelpunten | Doelpunten | Punten |
| #       | Land     | G           | W           | G           | V           | V          | T          | Saldo      | Punten |
| 1       | Spanje   | 3           | 2           | 1           | 0           | 4          | 0          | +4         | 5      |
| 2       | Japan    | 3           | 1           | 2           | 0           | 4          | 2          | +2         | 4      |
| 3       | Brazilië | 3           | 0           | 2           | 1           | 4          | 5          | -1         | 2      |
| 4       | Nigeria  | 3           | 0           | 1           | 2           | 4          | 9          | –5         | 1      |

| Ronde      | Datum       | Plaats   | Land | Score   | Land |
| ---------- | ----------- | -------- | ---- | ------- | ---- |
| Groepsfase |             |          |      |         |      |
| 14 oktober | Puebla      | Japan    | 3-1  | Nigeria |      |
| 16 oktober | Mexico City | Spanje   | 3-0  | Nigeria |      |
| 18 oktober | Puebla      | Brazilië | 3-3  | Nigeria |      |

Afghanistan · Algerije · Amerikaanse Maagdeneilanden · Argentinië · Australië · Bahama's · Barbados · België · Bermuda · Birma · Bolivia · Bondsrepubliek Duitsland · Brazilië · Brits-Honduras · Bulgarije · Canada · Centraal-Afrikaanse Republiek · Ceylon · Chili · Colombia · Congo-Kinshasa · Costa Rica · Cuba · Denemarken · Dominicaanse Republiek · Duitse Democratische Republiek · Ecuador · El Salvador · Ethiopië · Fiji · Filipijnen · Finland · Frankrijk · Ghana · Griekenland · Groot-Brittannië · Guatemala · Guinee · Guyana · Honduras · Hongarije · Hongkong · Ierland · IJsland · India · Indonesië · Irak · Iran · Israël · Italië · Ivoorkust · Jamaica · Japan · Joegoslavië · Kameroen · Kenia · Koeweit · Libanon · Libië · Liechtenstein · Luxemburg · Madagaskar · Maleisië · Mali · Malta · Marokko · Mexico · Monaco · Mongolië · Nederland · Nederlandse Antillen · Nicaragua · Nieuw-Zeeland · Niger · Nigeria · Noorwegen · Oeganda · Oostenrijk · Pakistan · Panama · Paraguay · Peru · Polen · Portugal · Puerto Rico · Roemenië · San Marino · Senegal · Sierra Leone · Singapore · Soedan · Sovjet-Unie · Spanje · Suriname · Syrië · Taiwan · Tanzania · Thailand · Trinidad en Tobago · Tunesië · Turkije · Tsjaad · Tsjecho-Slowakije · Uruguay · Venezuela · Verenigde Arabische Republiek · Verenigde Staten · Vietnam · Zambia · Zuid-Korea · Zweden · Zwitserland